# Scytodes tlaloc
Scytodes tlaloc là một loài nhện trong họ Scytodidae.
Loài này thuộc chi Scytodes. Scytodes tlaloc được miêu tả năm 2007 bởi Rheims, Antonio D. Brescovit & Durán-Barrón.